# 別洛耶湖 (涅韋爾區洛博克鄉)
55°54′19″N 30°8′46″E / 55.90528°N 30.14611°E
別洛耶湖（俄语：Белое），是俄羅斯的湖泊，位於該國西北部，由普斯科夫州負責管轄，處於涅韋爾區，長0.4公里、寬0.3公里，面積0.12平方公里，集水區面積0.36平方公里，平均水深7.3米，最大水深16米。